# Атека
Атека (ісп. Ateca) — муніципалітет в Іспанії, у складі автономної спільноти Арагон, у провінції Сарагоса. Населення — 2151 особа (2010).
Муніципалітет розташований на відстані близько 190 км на північний схід від Мадрида, 85 км на південний захід від Сарагоси.

## Демографія
Динаміка населення (INE ):

## Галерея зображень

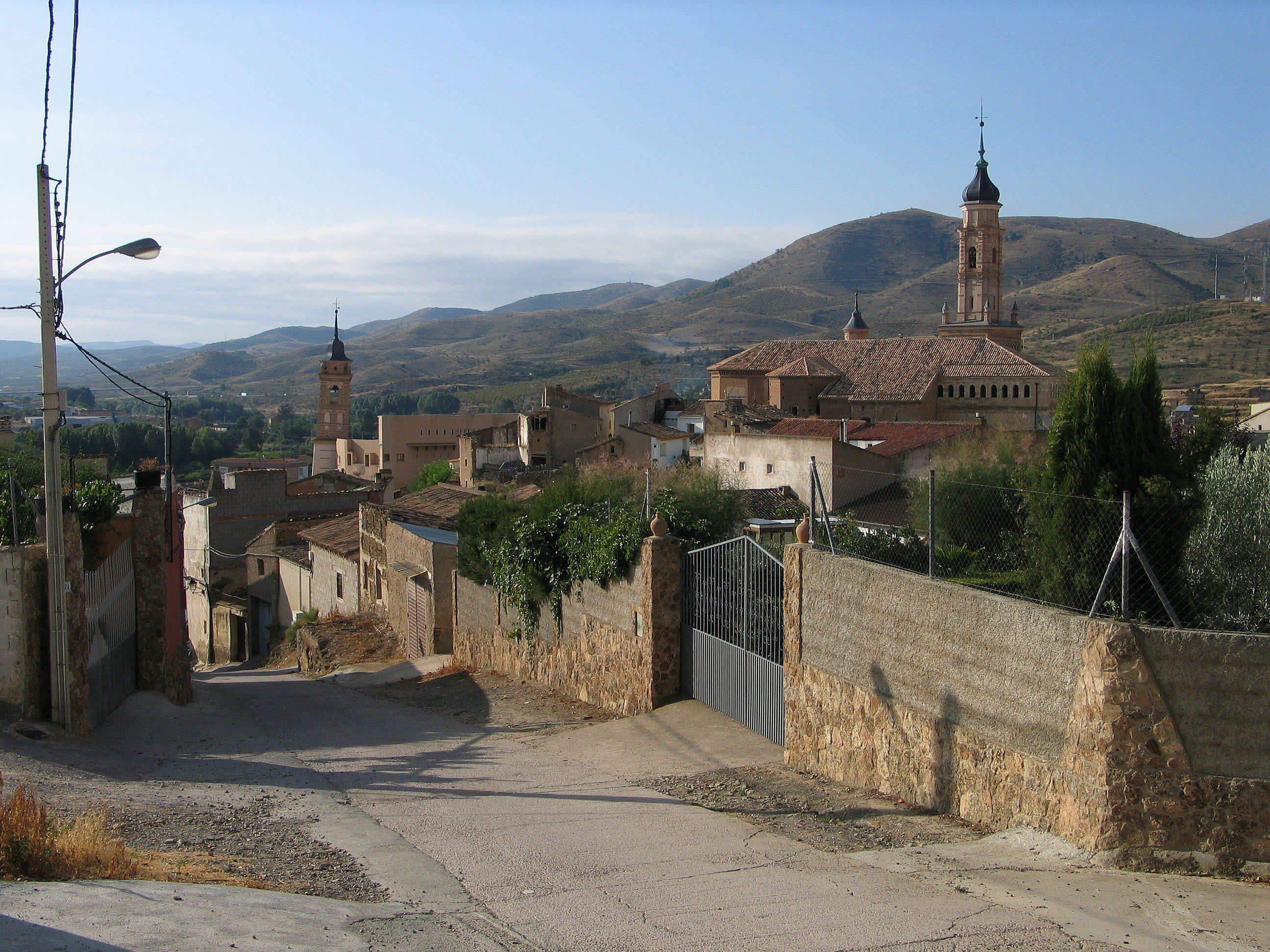
Місто Атека
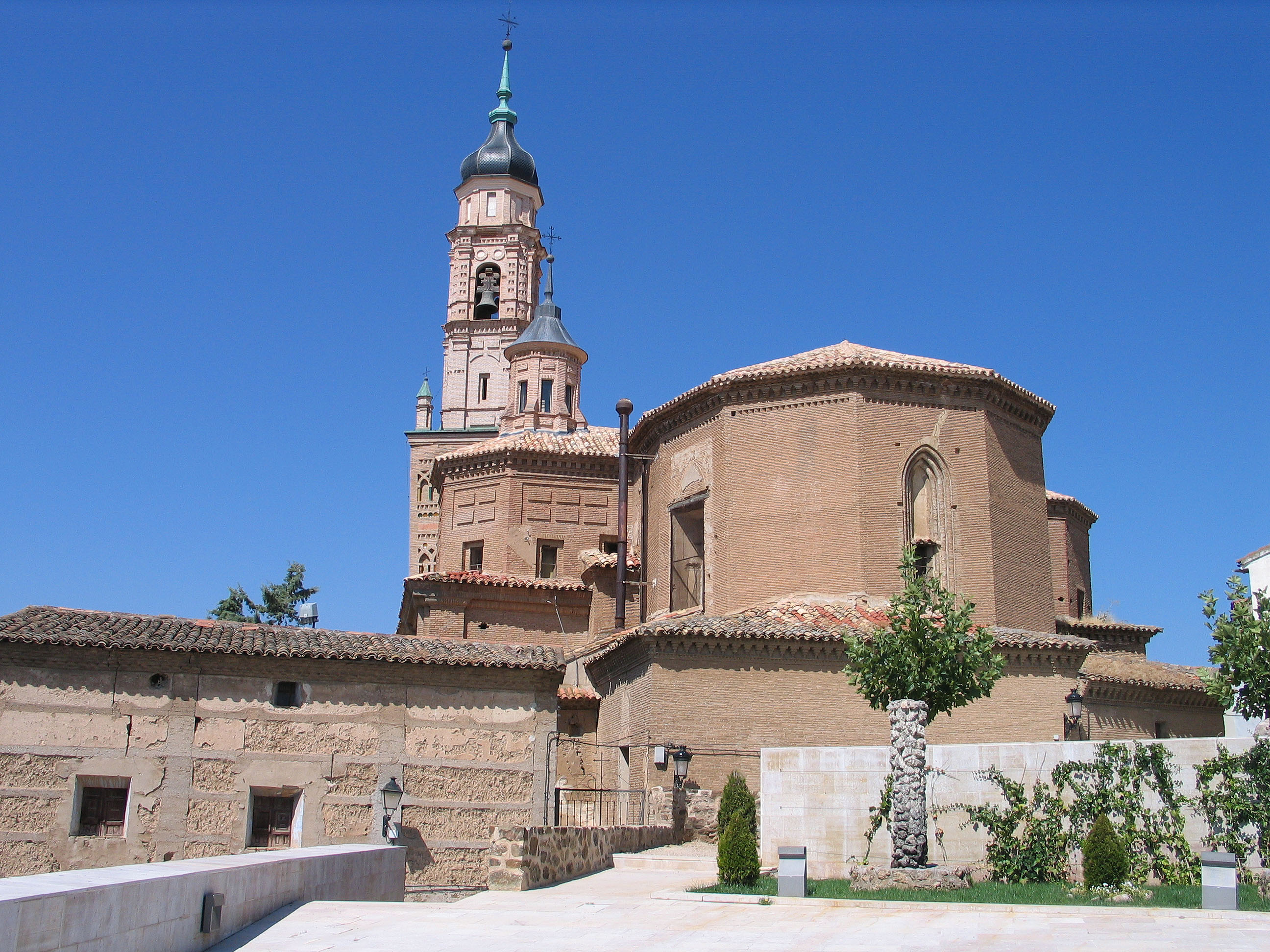
Церква Санта-Марія
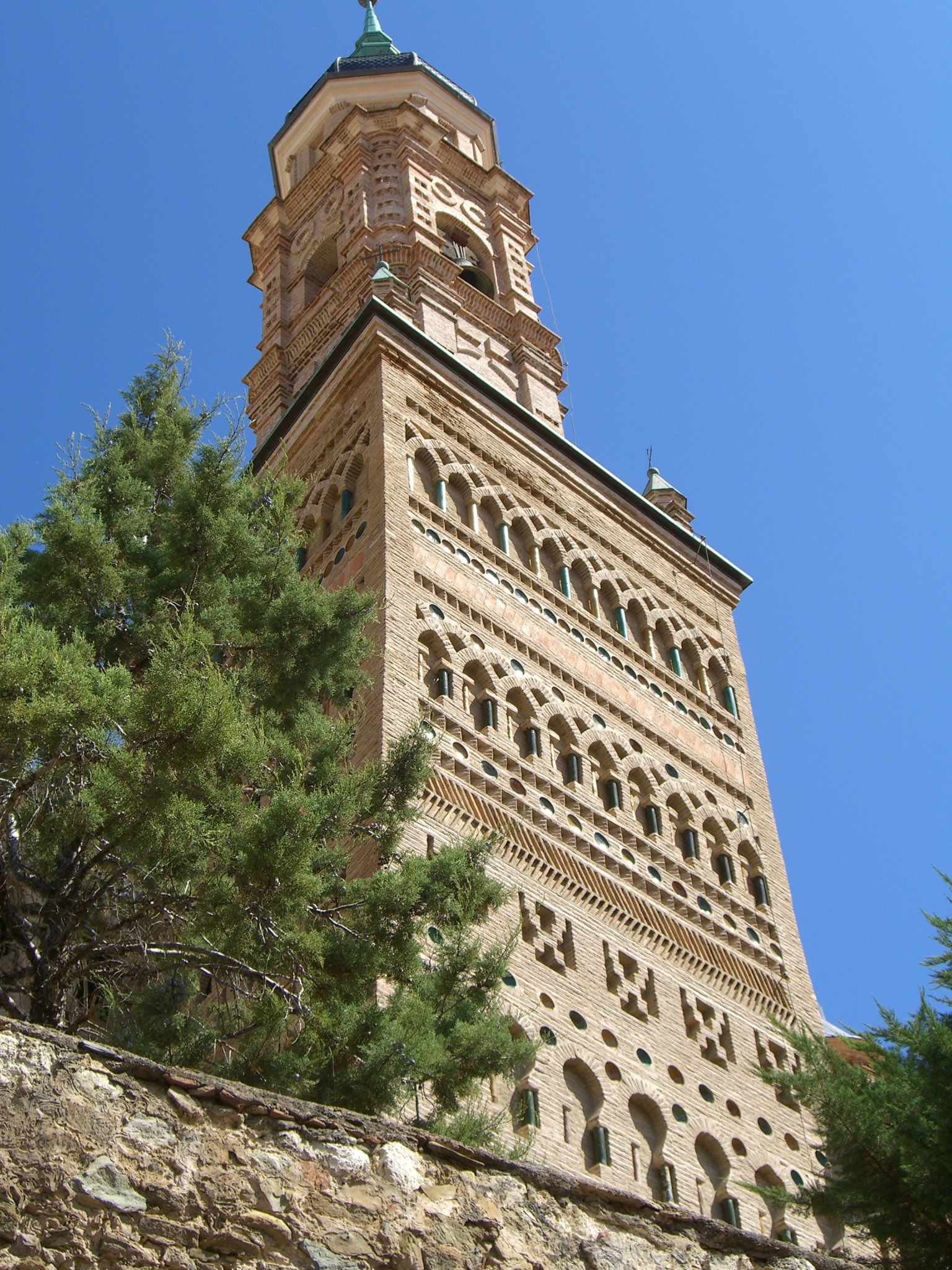
Дзвіниця церкви Санта-Марія